# Arbeid (economie)
Arbeid is het verrichten van bezigheden die nut hebben voor diegene die de arbeid verricht, voor zijn of haar naaste omgeving of voor de maatschappij als geheel. Deze ruime definitie is van de socioloog Mok, maar er zijn ook beperktere waarin betaling voor de activiteit als voorwaarde wordt gesteld. Onbetaalde arbeid (zoals Work First of vrijwilligerswerk) wordt daarbij dus niet als arbeid gezien. In ruimere zin kan echter onderscheid worden gemaakt tussen betaalde en onbetaalde arbeid en formele en informele arbeid. Informele arbeid wordt niet geregistreerd door overheidsinstanties en er wordt geen belasting afgedragen.
Door de monetarisering van de middeleeuwse economie werd naast zelfstandige beroepsarbeid ook in toenemende mate loonarbeid mogelijk. Vooral de industrialisatie heeft hiertoe bijgedragen. Deze bracht niet alleen veranderingen in het productieproces door mechanisatie, maar ook in de productieorganisatie zoals de invoering van het fabriekssysteem. Hierdoor ontstond uiteindelijk het moderne arbeidsbestel.
In de economische wetenschap is arbeid een van de productiefactoren. Alle productie is vanaf de vroegste tijden verbonden met menselijke arbeid. Vandaar dat "arbeid" een zogenaamde oorspronkelijke productiefactor wordt genoemd, net zoals "land", maar in tegenstelling tot "kapitaal", dat een afgeleide productiefactor is. Arbeid omvat zowel lichamelijke als geestelijke menselijke werkzaamheid, gericht op het voortbrengen van goederen en het verwerven van inkomen.

## Arbeid als productiefactor
Het eerste economieboek, An Inquiry into the Nature and Causes of the Wealth of Nations ("Een onderzoek naar de aard en oorzaken van nationale welvaart"; meestal aangeduid als "The Wealth of Nations") van Adam Smith, dat werd gepubliceerd in 1776, begint met de volgende woorden:
"De arbeid van een volk is het fonds waaruit dit volk oorspronkelijk van alle vereiste levensbenodigdheden, die het verbruikt, wordt voorzien en welk fonds bestaat, hetzij uit de onmiddellijke producten van die arbeid, hetzij uit hetgeen men door middel van die producten in het buitenland heeft kunnen kopen."
Adam Smith onderscheidt daarnaast land en kapitaal als productiefactoren.
Nog steeds wordt arbeid als een oorspronkelijke of primaire productiefactor beschouwt, en vormt de arbeid het voorwerp van veel (al dan niet toegepast) economisch onderzoek.

### Arbeid in economische statistieken
Een toe- of afname van de inzet van arbeid komt tot uitdrukking in het arbeidsvolume in arbeidsjaren.

### Arbeidsproductiviteit
De relatie tussen de hoeveelheid output uit het productieproces en de hoeveelheid input (in termen van hoeveelheid aangewende arbeid) wordt de arbeidsproductiviteit genoemd. In formulevorm:
```
arbeidsproductiviteit = hoeveelheid product / hoeveelheid aangewende arbeid
```

of:
```
arbeidsproductiviteit = de productie per arbeider per tijdseenheid
```

De hoogte van de arbeidsproductiviteit wordt bepaald door een aantal factoren:
- de kwaliteit en de stand van ontwikkeling van de overige productiefactoren: de vruchtbaarheid van de grond, het niveau van technologische ontwikkeling, etc.
- de arbeidsverdeling

### Arbeids(ver)deling
Reeds Adam Smith vestigt de aandacht op de betekenis van de arbeidsverdeling voor de toename van de arbeidsproductiviteit. Het klassiek geworden voorbeeld is dat van de speldenfabriek.

### Arbeidsinkomen
Er zijn diverse contractvormen. Dienovereenkomstig is het arbeidsinkomen loon (bij een werknemer), winst (premies), e.d.

## Arbeid als bron van waarde
Bij Adam Smith treffen we tevens een uitgebreide beschouwing aan over de vraag in welke mate de arbeid de welvaart ("wealth" - de maatschappelijke rijkdom) bepaalt, ofwel: wat de (economische) waarde der goederen (en diensten) bepaalt. Deze waarde wordt begrepen als de ruilwaarde (te onderscheiden van de gebruikswaarde of nuttigheid van de goederen, die een kwalitatieve eigenschap is). Het in dit verband beroemd geworden voorbeeld luidt:
"Indien het in een maatschappij van jagers gewoonlijk tweemaal zoveel arbeid kost om een bever te doden, dan een hert, zal een bever geruild worden tegen twee herten of twee herten waard zijn."
De (ruil)waarde van goederen wordt dus bepaald door de hoeveelheid voor de productie noodzakelijke arbeid. Deze zogenaamde arbeidswaardeleer is later door David Ricardo uitgebreid, en vooral door de toepassing van Karl Marx in Das Kapital bekend geworden. In de moderne economische theorie wordt deze arbeidswaardeleer weliswaar verworpen, maar wordt de betekenis van de arbeid als productiefactor nog steeds erkend.